# ظاهر طنین
ظاهر طنین (زادروز: ۱ می۱۹۵۶ میلادی در ولایت کاپیسا) سفیر و نماینده دائمی فعلی افغانستان در سازمان ملل متحد است. او در دفتر نمایندگی دایم افغانستان در سازمان ملل متحد، جانشین عبدالغفور روان فرهادی است، که از زمان فروپاشی دولت دکتر نجیب‌الله در افغانستان، نمایندهٔ این کشور در سازمان ملل بوده است.
ظاهر طنین، زاده سال ۱۹۵۶ میلادی در ولایت کاپیسای افغانستان است. او در سال ۱۹۸۰ تحصیلات خود را در رشته پزشکی، در دانشگاه کابل به پایان رساند. وی، در سالهای حاکمیت حزب دموکراتیک افغانستان و حزب وطن، در کابل روزنامه‌نگار بود. او در سال ۱۹۹۴ به بریتانیا رفت و کار بر روی یک پروژه تحقیقاتی در مورد افغانستان را برای دانشکده اقتصاد دانشگاه لندن (LSE) آغاز کرد. در سال ۱۹۹۵، ظاهر طنین به عنوان تهیه‌کننده، کار در بخش فارسی و پشتوی بی‌بی‌سی (BBC) را آغاز کرد و بعدها، سردبیر برنامه‌های «بی‌بی‌سی برای افغانستان» شد. نخستین کار او برای بی‌بی‌سی، تهیه مجموعه رادیویی تاریخ شفاهی «افغانستان در قرن بیستم» بود. وی، این مجموعه را، در سال ۲۰۰۵، به صورت کتاب منتشر کرد.
از ظاهر طنین، مقالات متعدد تحلیلی، در زمینه مسایل افغانستان، در مطبوعات غرب به چاپ رسیده است. حاکمیت حزب کمونیست در افغانستان (۱۹۷۸ تا ۱۹۹۲)، رساله تحقیقاتی مشترکی است که ظاهر طنین، به همراه پروفسور فرد هالیدی تهیه کرده است.